# ヴァイオリンソナタ第33番 (モーツァルト)
ヴァイオリンソナタ第33番 ヘ長調 K.377(374e)は、ヴォルフガング・アマデウス・モーツァルトが作曲したヴァイオリンソナタである。K.55～K.61までの偽作（K.61はヘルマン・フリードリヒ・ラウパッハの作品）を除けば第25番である。

## 概要
1781年の夏にウィーンで作曲されたヴァイオリンソナタで、弟子のアウエルンハンマーに献呈するヴァイオリンソナタのうちの1曲である。
前作第32番と同じ調性が採用されているが、モーツァルトの作品で同じジャンルの作品で同じ調性が連続することは非常に稀なケースである。しかし様々な点で対照的な性格を示しており、第32番が陽気であるのに対して、第33番はニ短調の第2楽章に重点を置き、本質的に短調作品を想起させる哀愁に富んだ作品になっている。

## 構成
3楽章の構成で、演奏時間は約18分。
第1楽章 アレグロ
　ソナタ形式だが、大胆に跳躍してからスタッカートで下降するダイナミックな主題で勢いよく開始する。また、2つの主題に特徴的なキャラクターが希薄な反面、一貫して奏される3連音符の絶え間ない動きが強い印象を与える結果を生んでいる。
第2楽章 アンダンテ（主題と変奏）
　変奏曲形式で、もの悲しい主題と6つの変奏から構成されている。極めて大規模な楽章で、作品の中核としての役割を果たしている。
第3楽章 テンポ・ディ・メヌエット
　三部形式によるメヌエット楽章である。独特のメランコリックな情緒を漂わせている。